# آبل ارنست هررا
آبل ارنست هررا (انگلیسی: Abel Ernesto Herrera؛ زادهٔ ۹ مهٔ ۱۹۵۵) بازیکن فوتبال اهل آرژانتین است.
از باشگاه‌هایی که در آن بازی کرده‌است می‌توان به باشگاه فوتبال استودیانتس اشاره کرد.